# 86 v. Chr.
Portal Geschichte | Portal Biografien | Aktuelle Ereignisse | Jahreskalender | Tagesartikel

◄ |
2. Jahrhundert v. Chr. |
1. Jahrhundert v. Chr. |
1. Jahrhundert |
►

◄ | 100er v. Chr. | 90er v. Chr. | 80er v. Chr. | 70er v. Chr. |
60er v. Chr. |
►

◄◄ | ◄ | 89 v. Chr. | 88 v. Chr. | 87 v. Chr. | 86 v. Chr. |
85 v. Chr. |
84 v. Chr. |
83 v. Chr. |
► |
►►
Staatsoberhäupter

## Ereignisse
- 1. März: Sulla erobert im Zuge des 1. Mithridatischen Krieges Athen und lässt es plündern. (s. auch Belagerung von Athen)
- Mai: In der Schlacht bei Chaironeia besiegt Sulla das Heer Königs Mithridates VI. von Pontos.
- Aufstandsversuch Liu Dans im Kaiserreich China.

## Geboren

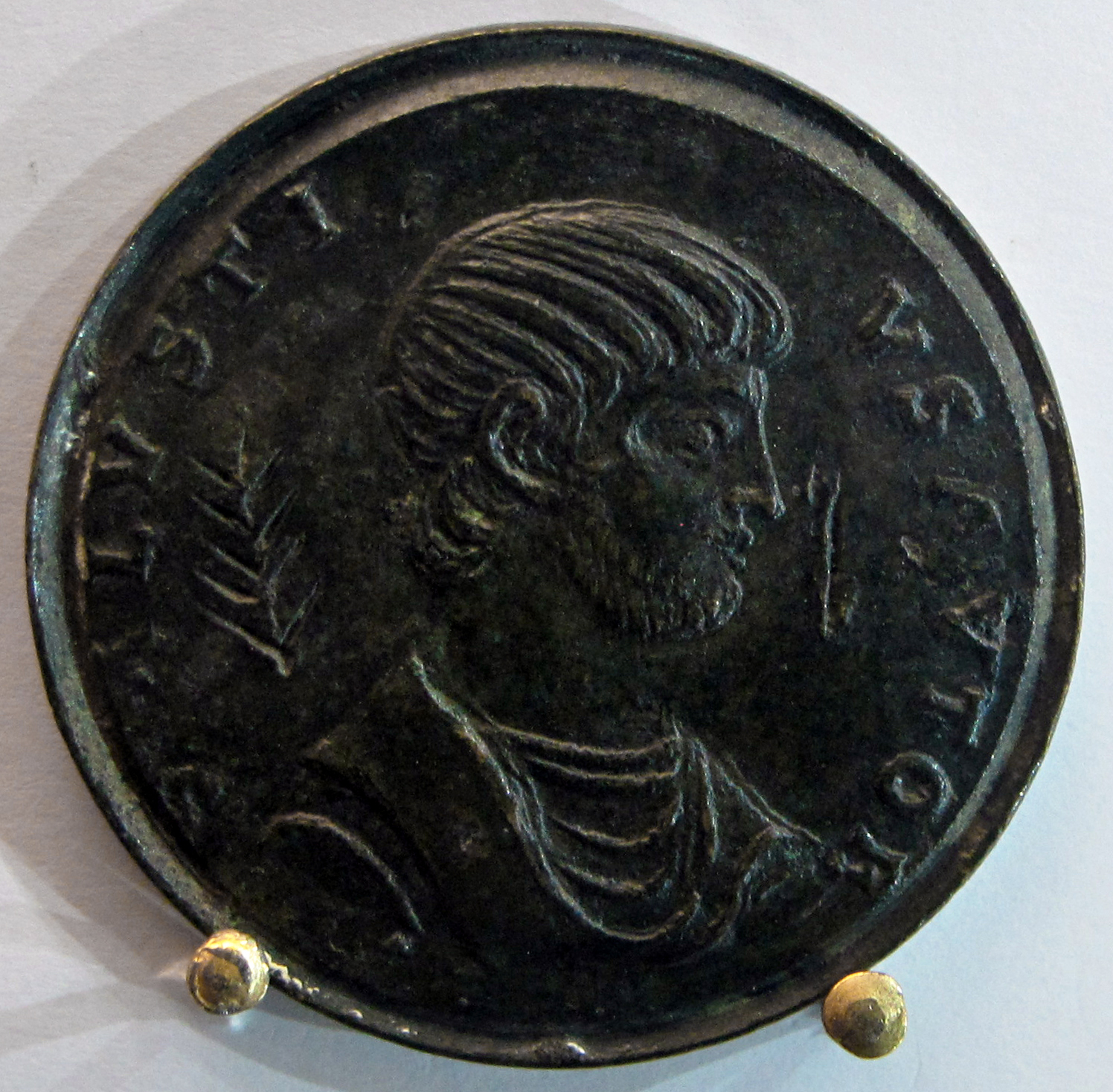
Sallust auf Medaillon aus dem Museo Archeologico Nazionale

- Sallust, römischer Historiker († 35 oder 34 v. Chr.)

## Gestorben
- Gaius Marius, römischer Feldherr und Politiker (* um 156 v. Chr.)